# Alvaro Zalla
Alvaro Zalla (* 22. Dezember oder 23. Dezember 1973 in Durrës oder Kruja, Albanien) ist ein ehemaliger albanischer Fußballspieler.

## Karriere
Zalla begann seine Profilaufbahn bei Kastrioti Kruja und ging danach zu Teuta Durrës, wo er 1994 albanischer Meister wurde. Danach wechselte er zum SV Wehen und wurde zu Partizani Tirana verliehen. Dann folgten kleinere Vereine, darunter der SV Meppen, bis er schließlich seine Karriere 2010 beim FC Radolfzell ausklingen ließ. Im November 2011 gab er ein Intermezzo bei Olimpik Tirana und unterschrieb einen Vertrag bis Saisonende.
Am 1. März 1995 gab Zalla sein Debüt bei der albanischen Nationalmannschaft. Er spielte sechs Mal in der Nationalmannschaft.